# Podziemia Veniss
Podziemia Veniss (tyt. oryg. Veniss Underground) – amerykańska powieść z pogranicza fantasy, horroru i dystopii, autorstwa Jeffa VanderMeera. Po raz pierwszy ukazała się w 2003, nakładem wydawnictwa Tor. Polska wersja ukazała się 26 czerwca 2009 nakładem Wydawnictwa Mag, w serii Uczta Wyobraźni. Opowiada o przygodach trójki bohaterów, którzy żyją w surrealistycznym mieście Veniss, położonym nad wielopoziomowym, podziemnym labiryntem rud, w którym rządzi kryminalista, Lord Quin.

## Odbiór
William Thompson z SF Site napisał, że autor wykazuje odwagę i pomysłowość, tworząc bujny i szczegółowy świat. Dodał też, że ta krótka powieść wyróżnia się zręcznym uchwyceniem detali przez krótkie, narracyjne portrety. Michael Moorock z The Guardian zauważył, że to krótka, lecz bogata książka, którą każdy inny pisarz mógłby z łatwością zmienić w trylogię. Pochwalił takie podejście VanderMeera.